# Saxifraga x crateriformis
Saxifraga x crateriformis es una planta herbácea de la familia de las saxifragáceas.
Es un híbrido compuesto por las especies Saxifraga hypnoides y Saxifraga rosacea.

## Taxonomía
Saxifraga x crateriformis fue descrita por Nicolas Charles Seringe y publicado en Prodr. 4: 32 1830.
Etimología
Saxifraga: nombre genérico que viene del latín saxum, ("piedra") y frangere, ("romper, quebrar"). Estas plantas se llaman así por su capacidad, según los antiguos, de romper las piedras con sus fuertes raíces. Así lo afirmaba Plinio, por ejemplo.
crateriformis: epíteto latíno que significa "con forma de cuenco"